# Aeroporto Internazionale di Goiânia
L'aeroporto Internazionale di Goiânia (IATA: GYN, ICAO: SBGO), conosciuto anche come aeroporto Internazionale di Goiânia-Santa Genoveva, è l'aeroporto che serve Goiânia, in Brasile.

## Storia
L'aeroporto è stato inaugurato nel 1955, anche se le operazioni sono iniziate qualche anno prima. Nel 1974 Infraero ha iniziato a gestire l'aeroporto.
Nel 2010, il governo dello Stato di Goiás, al fine di incoraggiare il turismo e l'aviazione, ha ridotto l'imposta sulla benzina dal 15% al 3%. In seguito a tale riduzione vi è stato un aumento dell'interesse da parte delle compagnie aeree a costruire un hub presso l'aeroporto di Santa Genoveva, ma le limitazioni operative hanno impedito l'immediata attuazione di tale piano.
Il vecchio terminal passeggeri era in grado di gestire 600 000 passeggeri annuali, ma negli ultimi anni ha operato oltre tale numero: nel 2015 ha gestito più di 5 volte la sua capacità. Il 9 maggio 2016 è stato inaugurato un nuovo terminal passeggeri situato sul lato opposto del vecchio e dall'altra parte della pista. È in grado di gestire 6,3 milioni di passeggeri all'anno. Questo nuovo terminal dispone di 32 banchi per il check-in e 8 maicotti di imbarco, oltre ai consueti servizi come negozi e ristoranti.
Precedentemente gestito da Infraero, il 7 aprile 2021 CCR ha ottenuto una concessione trentennale per la gestione dell'aeroporto.

## Statistiche
Questo grafico non è disponibile a causa di un problema tecnico.
Si prega di non rimuoverlo.
Vedi la query Wikidata di origine.